# آدام می (بازیکن فوتبال)
آدام می (انگلیسی: Adam May؛ زادهٔ ۶ دسامبر ۱۹۹۷) بازیکن فوتبال اهل بریتانیا است.
از باشگاه‌هایی که در آن بازی کرده‌است می‌توان به باشگاه فوتبال ساتون یونایتد، باشگاه فوتبال پورتسموث، باشگاه فوتبال سوئیندون تاون، باشگاه فوتبال آلدرشات تاون، و باشگاه فوتبال گوسپورت بورو اشاره کرد.